# Pes (anatomia)

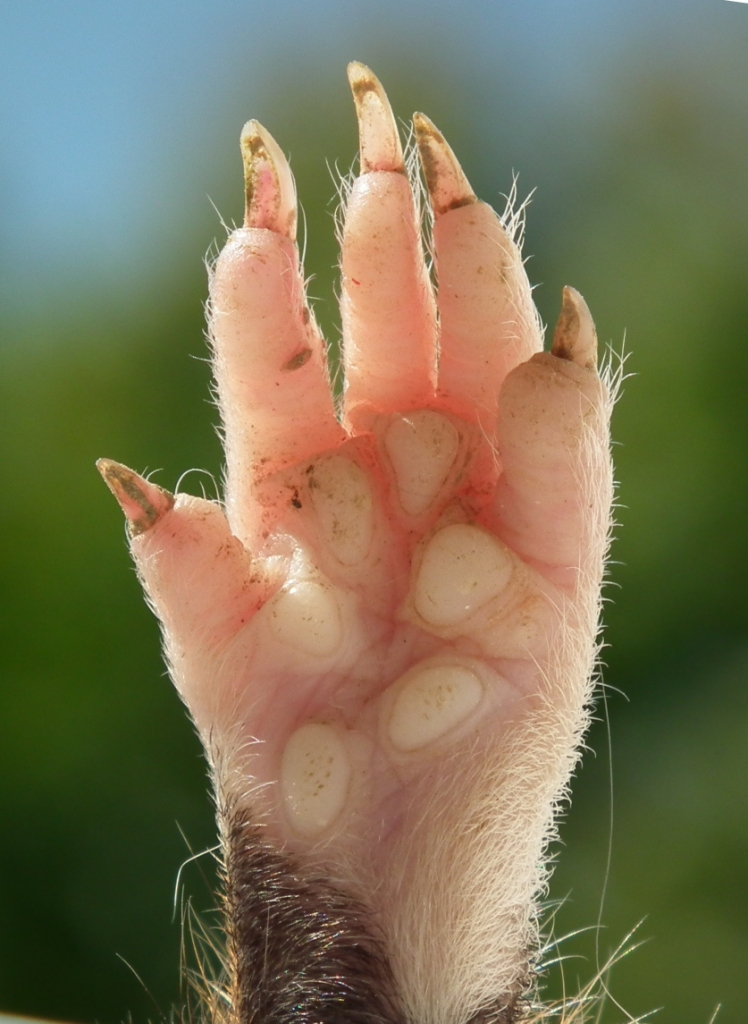
Pes de um roedor, hamster eurasiático Cricetus cricetus.

Pes (Latim para pé) é o termo em zoologia para a porção distal do membro posterior de animais tetrápodes. É a parte  do membro pentadáctilo que inclui os ossos metatarsais e dedos (falanges). Durante a evolução, ele assumiu muitas formas e serviu a uma variedade de funções. Ele pode ser representado pelo pé de primatas, a parte inferior do membro posterior de animais com cascos, a porção inferior da perna de aves e dinossauros ou a pata traseira. O pes é também representado no "remo" posterior de répteis marinhos extintos, como os plesiossauros. Os tipos mais antigos de tetrápodes tinham sete ou oito dedos.